# Tmolus ceylusa
Tmolus ceylusa är en fjärilsart som beskrevs av William Chapman Hewitson. Tmolus ceylusa ingår i släktet Tmolus och familjen juvelvingar. Inga underarter finns listade i Catalogue of Life.